# مالكوم هاميلتون
مالكوم هاميلتون (بالإنجليزية: Malcolm Hamilton)‏ هو عازف بيانو أمريكي، ولد في 14 ديسمبر 1932، وتوفي في 17 نوفمبر 2003 بسبب قصور القلب.

## وصلات خارجية
- مالكوم هاميلتون على موقع ميوزك برينز (الإنجليزية)
- مالكوم هاميلتون على موقع ديسكوغز (الإنجليزية)